# Lučine
Lučine este o localitate din comuna Gorenja vas - Poljane, Slovenia, cu o populație de 160 de locuitori.